# Правительство Симеона Саксен-Кобург-Готского
Правительство Симеона Саксен-Кобург-Готского — 88-е правительство Республики Болгарии, назначенное решением XXXIX Национального собрания 24 июля 2001. Оно управляло страной до 17 августа 2005, после чего его сменило правительство Сергея Станишева.

## Предыстория
На заседании 17 июня 2001 на очередных парламентских выборах в XXXIX Национальное собрание правившая тогда партия Объединённые демократические силы получила 18,18 % голосов избирателей, что обеспечило ей 51 место в Народном собрании Болгарии. Почти половина принявших участие в голосовании (42,74 % или 120 депутатских мест) отдали свои голоса за Национальное движение за стабильность и подъём, сформированное 8 апреля 2001 года. Из-за отказа Софийского городского суда и Верховного кассационного суда зарегистрировать движение по причине проблем в документах, сторонники Симеона Саксен-Кобург-Готского участвовали в выборах, используя регистрацию Болгарской женской партии и Движения национального возрождения «Обориште». Движение за права и свободы (в коалиции с Евроромой) получило 7,45 %, или 21 место, а Коалиция за Болгарию — 17,15 % или 48 мест в болгарском парламенте. Победа «Национального движения за стабильность и подъём» на выборах стала неожиданностью для некоторых болгарских политиков и социологов (некоторые называли её штрафным голосованием против «синих и красных»). Однако она действительно отражала настроения болгарского общества в отношении экономических и социальных проблем при управлении ОДС.
Сразу после выборов Национальное движение за стабильность и подъём начало переговоры с основными политическими силами о формировании коалиционного правительства. Отказ ОДС от участия в правительстве привёл к коалиции «Национального движения за стабильность и подъём» только с Движением за права и свободы. В резолюции, принятой Народным собранием Болгарии 24 июля 2001, в правительство вошли независимые министры, а также два министра, поддерживаемые Болгарской социалистической партией. Целью Симеона Саксен-Кобург-Готского было обеспечить себе большинство в Народном собрании Болгарии, чтобы гарантировать проведение радикальных реформ, включённых в программу Движения, при сохранении кабинета министров.
Новый кабинет пришёл к власти в условиях финансовой стабильности государства и низких доходов большинства населения. Задолженность перед международными организациями составляла 10 миллиардов долларов США (1,2 миллиарда долларов платежей в 2002 и 2003 годах). Примерная доля «серой экономики» оценивалась примерно в 30 %, банковский сектор был стабилен, но с низкой прибылью.
Основными приоритетами новой власти в сельском хозяйстве были завершение процесса восстановления собственности на землю и создание благоприятных условий для её закрепления. В конце своего срока предыдущее правительство сообщило, что 98 % земли было возвращено владельцам, и практически не осталось земли, из-за которой не было земельных споров. При этом более 40 % обрабатываемых площадей в Болгарии были под паром. Предусматривалось развитие рынка земли, увеличение экспорта сельскохозяйственной продукции и введение системы контроля за качеством продуктов питания. К 2007 по программе «САПАРД» Болгария должна ежегодно получать 53 млн. львов от международных финансовых организаций на инвестиционные проекты, связанные с сельскохозяйственным производством.

## Политика

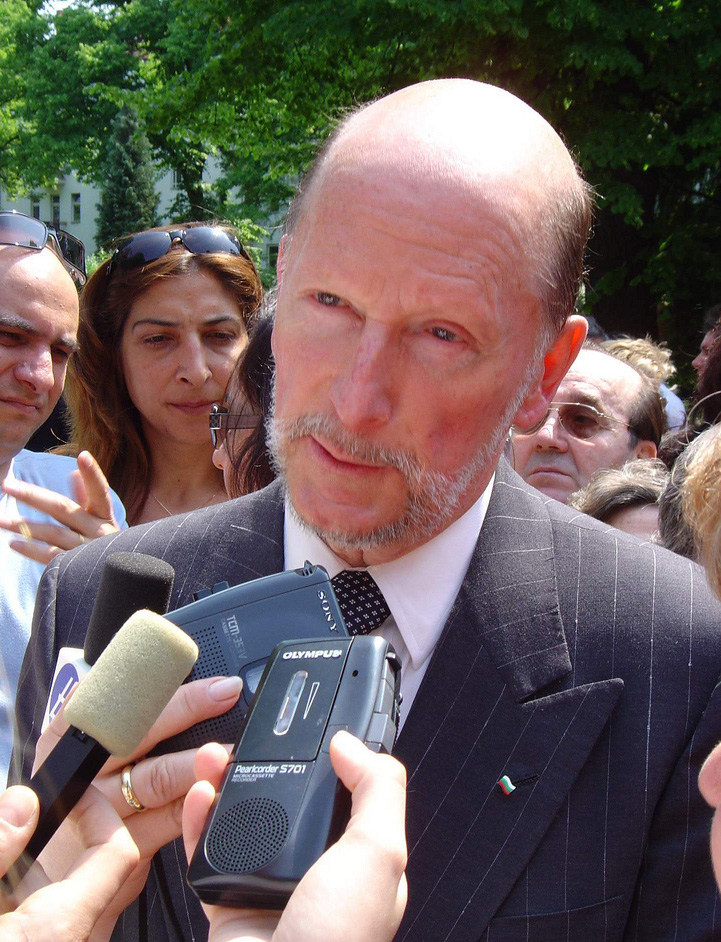
Симеон Борисов 30 мая 2005 в Берлине

### Внешняя политика
Во внешней политике основными приоритетами нового правительства были интеграция Болгарии в европейские структуры, членство в НАТО и поддержание тесных экономических и политических связей с Турецкой Республикой, США и Российской Федерацией, а также со странами Европейского сообщества. 21 ноября 2002 на встрече высокого уровня в Праге глав государств и правительств стран-членов НАТО Болгарии было направлено официальное приглашение вступить в Альянс. Весной 2003Национальное собрание Болгарии приняло решение об участии болгарских воинских частей в многонациональных силах по восстановлению Ирака. 29 марта 2004 на церемонии, состоявшейся в Министерстве финансов США, Республика Болгария и шесть других стран Восточной Европы были приняты в полноправные члены НАТО. Договор был ратифицирован Национальным собранием 31 марта 2004.
Также велись переговоры об ассоциации страны с Европейским союзом. Республика Болгария не попала в группу «десятки» (Чехия, Словения, Словакия, Литва, Латвия, Эстония, Польша, Венгрия, Мальта и Кипр), которая присоединилась к ЕС 1 мая 2004, но до весны 2005 охватывает некоторые основные критерии членства. Все 30 переговорных глав закрыты. 25 апреля 2005 года в Люксембурге было подписано соглашение между представителями Республики Болгарии и ЕС. В нём определены как дата вступления (1 января 2007 года), так и финансовая помощь в размере 3,6 млрд евро в течение трёх лет, а также реформы, которые страна обязуется осуществить в ближайшие месяцы. Люксембургский договор был ратифицирован Национальным собранием Болгарии 11 мая 2005.

### Внутренняя политика
Достижения правительства в решении внутриполитических и экономических проблем оценивались как неудовлетворительные. Не решены проблемы, связанные с эффективной работой судебной системы, высоким уровнем преступности, коррупции и влиятельными корпоративными интересами. Финансовая и политическая стабильность в Болгарии привели к увеличению иностранных инвестиций (более 2 миллиардов евро в 2004) и повышению её кредитного рейтинга летом 2005.
В 2005 году экономика имела свободный доступ к рынкам капитала, бюджетный резерв увеличился с 2,2 млрд левов в 2001 году до 5 млрд левов в 2005 году. За четыре года правления правительства Симеона Саксен-Кобургского наблюдался устойчивый рост валового внутреннего продукта (свыше 5 % в год), среднегодовая инфляция составила 3,5 %. Увеличивались и инвестиции болгарских компаний-инвесторов. На 2004 год они составили 2 миллиарда левов. Официальная статистика сообщала о снижении безработицы за четыре года более чем на 6 %‚ а в крупных городах она составляет от 3 до 5 %. Национальное собрание Болгарии приняло ряд законов для стимулирования бизнеса, минимальная заработная плата была увеличена до 150 левов, а средняя заработная плата составила 280 левов. Был значительный профицит бюджета в 2003 и 2004.
Правительство осуществило большое количество приватизационных сделок и концессионных договоров. Некоторые из них (продажа Болгарской Телекоммуникационной Компании, попытка заключения концессионного договора на трассу Тракия, ремонт аэропорта Божуриште и др.) вызывают напряжённость в болгарском обществе и недоверие к правительству. Кабмин обвинялся оппозицией в занижении продажных цен, в недостаточной открытости при проведении сделок, а также в невыполнении требований о начале конкурса по продаже государственного имущества. Несмотря на относительно высокие темпы экономического роста, в болгарской экономике наблюдался ряд негативных тенденций. Сальдо внешней торговли было отрицательным. В 2003 экспортировано продукции на 7 миллиардов долларов, а импортировано на 9,3 миллиарда долларов. Экспорт в Россию символичен. Эмиграция молодёжи в страны Евросоюза и США продолжалась. Увеличивался внешний долг частных предприятий (3,3 млрд евро) и банков (2,1 млрд евро).
Четырёхлётний период правления Симеона Саксен-Кобург-Готского сопровождался значительными изменениями в политической жизни страны. В начале 2002 года БСП отказалась от поддержки кабинета министров и стала сильнейшей оппозиционной партией. Она выиграла президентские и местные выборы. Несмотря на то, что они не участвовали в правительстве, правым так и не удалось выйти из кризиса. Раскол БСП привёл к резкому снижению его влияния в общественной жизни страны. Наибольшее количество сторонников имеют три правые политические формирования — Союз демократических сил, Союз свободных демократов и Демократы за сильную Болгарию . Количество политических партий в Болгарии выросло до 330, что однозначно говорит о глубоком кризисе политической элиты.
В 2002 году «царисты» зарегистрировали новое политическое формирование. В 2004 от него откололись сторонники политического движения «Новое время», образовав новую партию и отдельную парламентскую группу. Несмотря на раскол и попытки оппозиции объявить досрочные парламентские выборы (шесть безуспешных вотумов недоверия вНациональном собрании), Национальное движение за стабильность и подъём и Движение за права и свободы успешно завершили свой четырёхлетний мандат .
В 2003 году разразился яхтенный скандал. В результате 25 апреля в отставку подали главный секретарь МВД Бойко Борисов, а через несколько месяцев министр финансов Милен Вельчев, но их отставки не были приняты.

## Состав
Кабинет во главе с Симеоном Саксен-Кобург-Готским был сформирован из политиков «Национального движения за стабильность и подъём», Движения за права и свободы и Болгарской социалистической партии. Распределение министров изначально было в соотношении 16:2:2, но после того, как вице-премьер и министр регионального развития и благоустройства Костадин Паскалев из БСП подал в отставку, его заменил Валентин Церовский из НДСП, и соотношение стало 17:2:1.

### Кабинет
В его состав вошли 20 министров и 1 председатель.
| министерство                                                                   | имя | имя                          | партия                                         |
| ------------------------------------------------------------------------------ | --- | ---------------------------- | ---------------------------------------------- |
| премьер-министр                                                                |     | Симеон Саксен-Кобург-Готский | Национальное движение за стабильность и подъём |
| Заместитель премьер-министра Болгарии, экономика                               |     | Николай Василев              | Национальное движение за стабильность и подъём |
| Заместитель премьер-министра Болгарии                                          |     | Пламен Панайотов             | Национальное движение за стабильность и подъём |
| Заместитель премьер-министра Болгарии, региональное развитие и благоустройство |     | Костадин Паскалев            | Болгарская социалистическая партия             |
| Заместитель премьер-министра Болгарии, труд и социальная политика              |     | Лидия Шулева                 | Национальное движение за стабильность и подъём |
| обороны                                                                        |     | Николай Свинаров             | Национальное движение за стабильность и подъём |
| МВД                                                                            |     | Георгий Петканов             | Национальное движение за стабильность и подъём |
| финансов                                                                       |     | Милен Велчев                 | Национальное движение за стабильность и подъём |
| МИД                                                                            |     | Соломон Паси                 | Национальное движение за стабильность и подъём |
| юстиции                                                                        |     | Антон Станков                | Национальное движение за стабильность и подъём |
| транспорт                                                                      |     | Пламен Петров                | Национальное движение за стабильность и подъём |
| сельского и лесного хозяйства                                                  |     | Мехмед Дикме                 | Движение за права и свободы                    |
| образование и наука                                                            |     | Владимир Атанасов            | Национальное движение за стабильность и подъём |
| Здравоохранения                                                                |     | Божидар Финков               | Национальное движение за стабильность и подъём |
| культуры и туризма                                                             |     | Нина Чилова                  | Национальное движение за стабильность и подъём |
| окружающей среды и водных ресурсов                                             |     | Долорес Арсенова             | Национальное движение за стабильность и подъём |
| государственного управления                                                    |     | Димитр Калчев                | Болгарская социалистическая партия             |
| экономика                                                                      |     | Милко Ковачев                | Национальное движение за стабильность и подъём |
| енергетики                                                                     |     | Мирослав Севлиевский         | Новое время                                    |
| молодёжи и спорта                                                              |     | Васил Иванов - Лучано        | Национальное движение за стабильность и подъём |
| европейским делам                                                              |     | Меглена Кунева               | Национальное движение за стабильность и подъём |
| Министр без портфеля                                                           |     | Неждет Моллов                | Движение за права и свободы                    |

### Изменения в кабинете

#### от 21 декабря 2001
Решением XXXVIII Национального Собрания от 21 декабря 2001 для изменения структуры Совета Министров были созданы следующие департаменты:
- Министерство энергетики и энергетических ресурсов путём преобразования Государственного агентства по энергетике и энергетическим ресурсам.

| министерство | имя | имя           | партия                                         |
| ------------ | --- | ------------- | ---------------------------------------------- |
| енергетики   |     | Милко Ковачев | Национальное движение за стабильность и подъём |

#### от 29 мая 2002
- Главный переговорщик Болгарии с Евросоюзом Меглена Кунева получила ранг министра без портфеля.

| министерство     | имя | имя            | партия                                         |
| ---------------- | --- | -------------- | ---------------------------------------------- |
| европейские дела |     | Меглена Кунева | Национальное движение за стабильность и подъём |

#### от 11 октября 2002
Решением XXXVIII Народного Собрания от 11 октября 2002 для изменения структуры Совета Министров создаются следующие департаменты:
- Министерство молодёжи и спорта путём преобразования Государственного агентства по делам молодёжи и спорта.

| министерство      | имя | имя                   | партия                                         |
| ----------------- | --- | --------------------- | ---------------------------------------------- |
| молодёжи и спорта |     | Васил Иванов - Лучано | Национальное движение за стабильность и подъём |

#### от 18 декабря 2002
- Пост вице-премьера, освобождённый Костадином Паскалевым[болг.], оставался вакантным до тех пор, пока его не занял Пламен Панайотов[болг.].

| министерство                            | имя | имя               | партия                                         |
| --------------------------------------- | --- | ----------------- | ---------------------------------------------- |
| региональное развитие и благоустройство |     | Валентин Церовски | Национальное движение за стабильность и подъём |

#### от 17 июля 2003
| министерство                                                 | имя | имя               | партия                                         |
| ------------------------------------------------------------ | --- | ----------------- | ---------------------------------------------- |
| Заместитель премьер-министра Болгарии, транспорт и съобщения |     | Николай Василев   | Национальное движение за стабильность и подъём |
| Заместитель премьер-министра Болгарии, экономика             |     | Лидия Шулева      | Национальное движение за стабильность и подъём |
| Заместитель премьер-министра Болгарии                        |     | Пламен Панайотов  | Национальное движение за стабильность и подъём |
| труд и социальная политика                                   |     | Христина Христова | Национальное движение за стабильность и подъём |
| Здравоохранения                                              |     | Славчо Богоев     | Национальное движение за стабильность и подъём |
| образование и наука                                          |     | Игор Дамянов      | Национальное движение за стабильность и подъём |
| министр без портфеля                                         |     | Филиз Хюсменова   | Движение за права и свободы                    |

#### от 23 февраля 2005
В начале февраля 2005 в политической жизни Болгарии разразился кризис, поставивший под сомнение существование правительства Симеона Саксен-Кобург-Готского незадолго до окончания его мандата. После отделения группы «Новое время» от парламентской группы Национальное движение за стабильность и подъём правительство осталось в меньшинстве. В целях сохранения властных позиций между НДСП и Движение за права и свободы, с одной стороны, и «Новым временем» — с другой, было заключено коалиционное соглашение об управлении страной до окончания мандата.
- Министерство культуры взяло себе управление туризмом у Министерства экономики и преобразовано в Министерство культуры и туризма (Решением XXXVIII Народного Собрания от 23 февраля 2005 об изменении структуры Совета Министров). Пост вице-премьера, освобождённый Лидией Шулевой, остался вакантным.

| министерство                  | имя | имя                 | партия                                         |
| ----------------------------- | --- | ------------------- | ---------------------------------------------- |
| экономика                     |     | Милко Ковачев       | Национальное движение за стабильность и подъём |
| сельского и лесного хозяйства |     | Нихат Кабил         | Движение за права и свободы                    |
| культуры и туризма            |     | Нина Чилова         | Национальное движение за стабильность и подъём |
| енергетики                    |     | Мирослав Севлиевски | Новое время                                    |